# 靜不定
在靜力學裏，當一個靜態系統中能寫出的所有靜力平衡方程式的數量少於系統所有的未知變量（應力或力矩等）時，則稱此系統為靜不定的。此時由於靜力平衡方程式不足以求得系統中所有的未知變量，系統處於靜態卻並不確定，故名為靜不定；但实际上系统未知变量数与约束条件数相等，可以认为多出的这些条件使得原本静定的系统处于超稳定的状态，故也可称為超静定；稱整個系統為靜不定系統；無法求得的變量為靜不定量。
根據牛頓運動定律，在一個二維空間問題中，靜力平衡方程式為
- {\displaystyle \sum {\vec {F}}=0\,\!} ：作用在物體上的力的向量總和等於零；也就是說

{\displaystyle \sum F_{x}=0\,\!} ：作用力之水平分量的總和等於零，
{\displaystyle \sum F_{y}=0\,\!} ：作用力之垂直分量的總和等於零，
- {\displaystyle \sum {\vec {M}}=0\,\!} ：對任意一點的力矩總和等於零。

圖 1 ，一個靜不定的樑的自由體受力圖

舉例而言，如圖右，作用在樑上的力 {\displaystyle {\vec {F}}\,\!} ，造成了四隻反應力為 {\displaystyle V_{A},\ V_{B},\ V_{C},\ H_{A}\,\!} 。靜力平衡方程式為
{\displaystyle \sum F_{x}=0} ：
{\displaystyle H_{A}-F_{H}=0\,\!} ，
{\displaystyle \sum F_{y}=0\,\!} ：
{\displaystyle V_{A}-F_{V}+V_{B}+V_{C}=0\,\!} ，
{\displaystyle \sum {\vec {M}}=0\,\!} ：
{\displaystyle F_{V}\cdot a-V_{B}\cdot (a+b)-V_{C}\cdot (a+b+c)=0\,\!}  。
這問題有四隻力是未知數（變數） ({\displaystyle V_{A},\ V_{B},\ V_{C},\ H_{A}\,\!}) 。但是，只有三個靜力平衡方程式，所以目前我們無法求解這個靜不定系統。為了確定系統中所有的變量，我們必須加入物體材料與形變的考量。

## 靜定系統
如果，除去這樑在 B 點的支撐 ，就沒有 {\displaystyle V_{B}\,\!} 反應力，整個系統成為靜定的。則解答為
{\displaystyle H_{A}=F_{H}\,\!} ，
{\displaystyle V_{C}={\frac {F_{v}\cdot a}{a+b+c}}\,\!} ，
{\displaystyle V_{A}=F_{v}-V_{C}\,\!} 。
如果，我們將 A 點的支撐改為滾子。那麼，只剩下三隻反應力作用在這樑上（沒有 {\displaystyle H_{A}\,\!} ）。但是，這樑現在可以作水平移動；這系統變為偏約束的。進一步研究，這問題有兩個未知數，{\displaystyle V_{A}\,\!} 與 {\displaystyle V_{C}\,\!}。我們可以用 {\displaystyle \sum F_{y}=0\,\!} 與 {\displaystyle \sum {\vec {M}}=0\,} 這兩個方程式來求解答。得到的答案與前面相同。可是，除非 {\displaystyle F_{H}=0\,\!} ，方程式 {\displaystyle \sum F_{x}=0\,\!} 無法被滿足。

## 靜不定度

圖 2 ，一個3度靜定系統。

圖 3 ，一個靜定穩定系統。

一個系統的靜不定度表示的是系統中未知量多出系統靜力方程式的數量，靜不定度越大，表示系統“超穩定”的程度越高。靜不定度{\displaystyle h\,\!}的符號有三種形式：
- h < 0, 此時系統是不平衡的。
- h = 0, 此時系統是靜定的。
- h > 0, 此時系統是靜不定的。

一個系統的靜不定度的表達式是 {\displaystyle M-N\,\!}。這裏，
- {\displaystyle M\,\!} 是系統所有未知變量的數量。
- {\displaystyle N\,\!} 是系統能夠寫出的所有靜力平衡方程式的數量。

計算靜不定度的方法主要有計數法和重構法。計數法方便快捷；重構法則可以更深刻地理解系統的內在構成。下面詳細解釋計數法。
計數法： 
這裡主要處理二維問題。
對於一個二維桁架，首先需要數出其桿或部件數{\displaystyle p\,\!}。
其次計算出能寫出的所有靜力方程式數目。對於一個靜態物體，其滿足三條靜力方程式：水平受力平衡，垂直受力平衡和力矩平衡。所以可以寫出 
{\displaystyle N=3*p}
最後要求出系統所有未知量，或者說約束條件的個數{\displaystyle M\,\!}。約束條件分為外約束條件{\displaystyle m\,\!}和內約束條件{\displaystyle n\,\!}；外約束條件指的是因與外界，如地面，基座等連結而出現的約束條件；相反地，內約束條件是指因系統內部的連結而出現的約束條件。對於與外部的連結，我們區分三種情況：
- 固定節：在平面中禁止所有的三個活動方式：平面和水平的移動以及旋轉。故有三個約束條件，對應的三個未知量為水平和垂直的受力以及力矩。
- 球形鉸：在平面中固定了水平和垂直方向上的移動，只允許旋轉，故有兩個約束條件，其對應的未知量為兩個方向上的應力。
- 平面撐：在平面中只禁止垂直支撐面方向上的移動，允許順著該支撐面的移動和旋轉。故只有一個約束條件，對應垂直該支撐面的移動。

把所有外部連結所形成的約束條件相加，便可得到外約束條件數{\displaystyle m\,\!}。
現在把所有外部連結去除，孤立內部的系統。對於內部的連結我們區分兩種情況：
- 鉸鏈：只允許圍繞其軸的轉動，禁止水平和垂直的移動。連帶的約束條件數為2乘連結與該點的桿或部件的數量減一。
- 固定節：禁止平面內三種方式的活動。連帶的約束條件數為3乘連結與該點的桿或部件的數量減一。

把所有內部連結形成的約束條件相加，便可得到內約束條件數{\displaystyle n\,\!}。
於是就能算出該系統的靜不定度為 {\displaystyle h=M-N=m+n-N}。
方法應用舉例：對於圖二的結構，我們認為整個框架即是一個部件。於是靜力方程式數量為
{\displaystyle N=3*1=3}
左下角的平面撐附帶兩個約束條件。右下角的球形鉸附帶一個約束條件。
去除所有外部連結後，發現沒有內部連結，所以取內約束條件為零。
於是可以算出
{\displaystyle h=(1+2)+3+0-3=3}
所以系統是3度靜不定的。
對於圖三的結構，我們數出有六個桿件。故靜力方程式數量為
{\displaystyle N=3*6=18}
左下角和右下角的平面撐各附帶兩個約束條件，所以外約束條件數量為{\displaystyle m=2+2=4}。
去除兩個外部連結後，發現有五個內部連結。四角的鉸鏈各有兩個桿件集結，所以各形成{\displaystyle 2*(2-1)=2}個約束條件。而上邊中間的鉸鏈有四個桿件集結，所以有{\displaystyle 2*(4-1)=6}個約束條件。於是內約束條件數量為{\displaystyle n=2*4+6=14}
求出靜不定度為
{\displaystyle h=4+14-18=0}
所以此系統為靜定穩定結構。

## 參閱
- 结構工程學